# Långnäsudden, Borgå
Långnäsudden är en udde i Finland.   Den ligger i den ekonomiska regionen  Borgå  och landskapet Nyland, i den södra delen av landet, 40 km öster om huvudstaden Helsingfors.
Terrängen inåt land är mycket platt. Havet är nära Långnäsudden söderut.  Närmaste större samhälle är Borgå, 17,1 km norr om Långnäsudden. 